# Ctenucha mortia
Ctenucha mortia là một loài bướm đêm thuộc phân họ Arctiinae, họ Erebidae.